# Fajã da Ponta Grossa ou do Mero

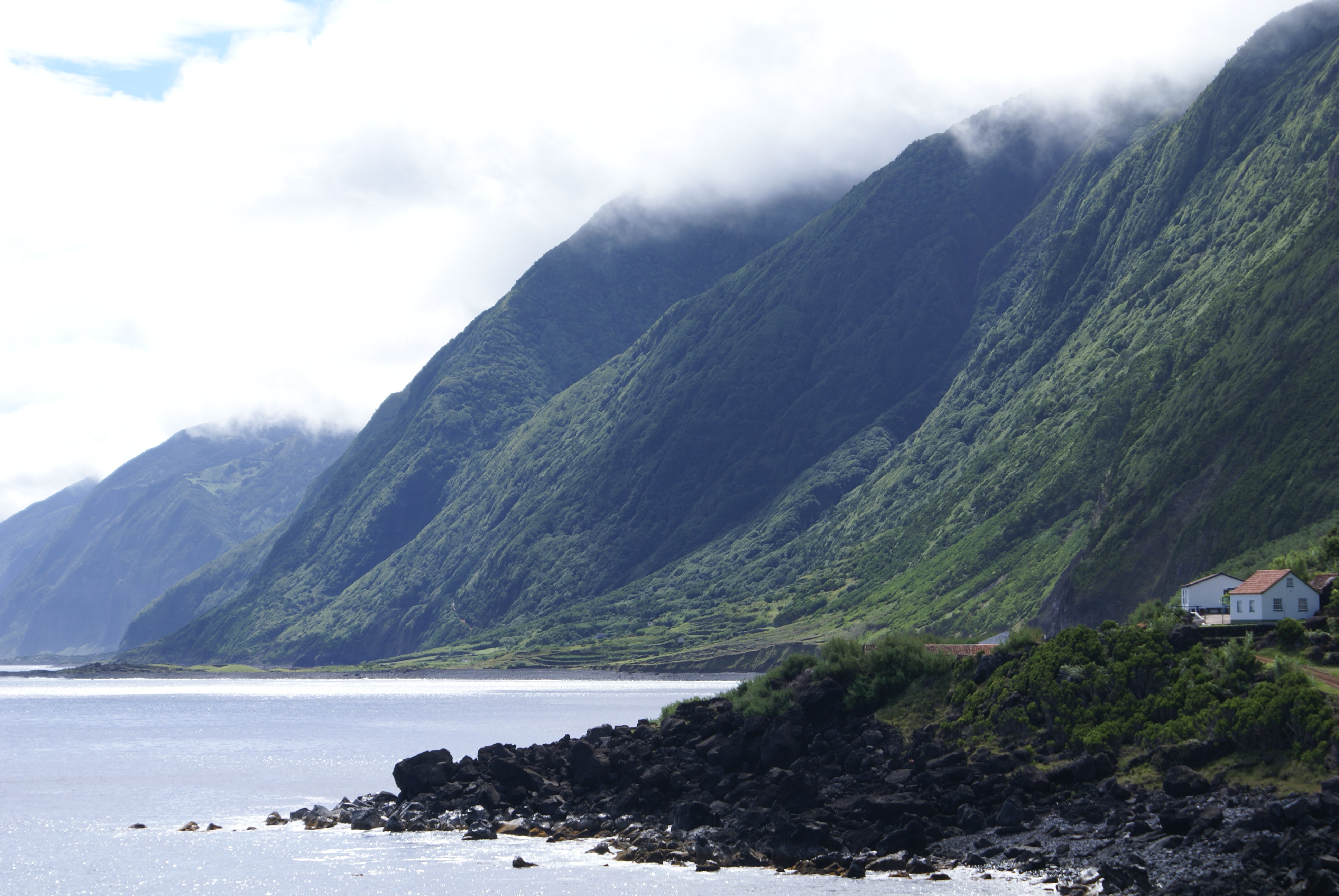
Fajã da Ponta Grossa ou do Mero, falésias.

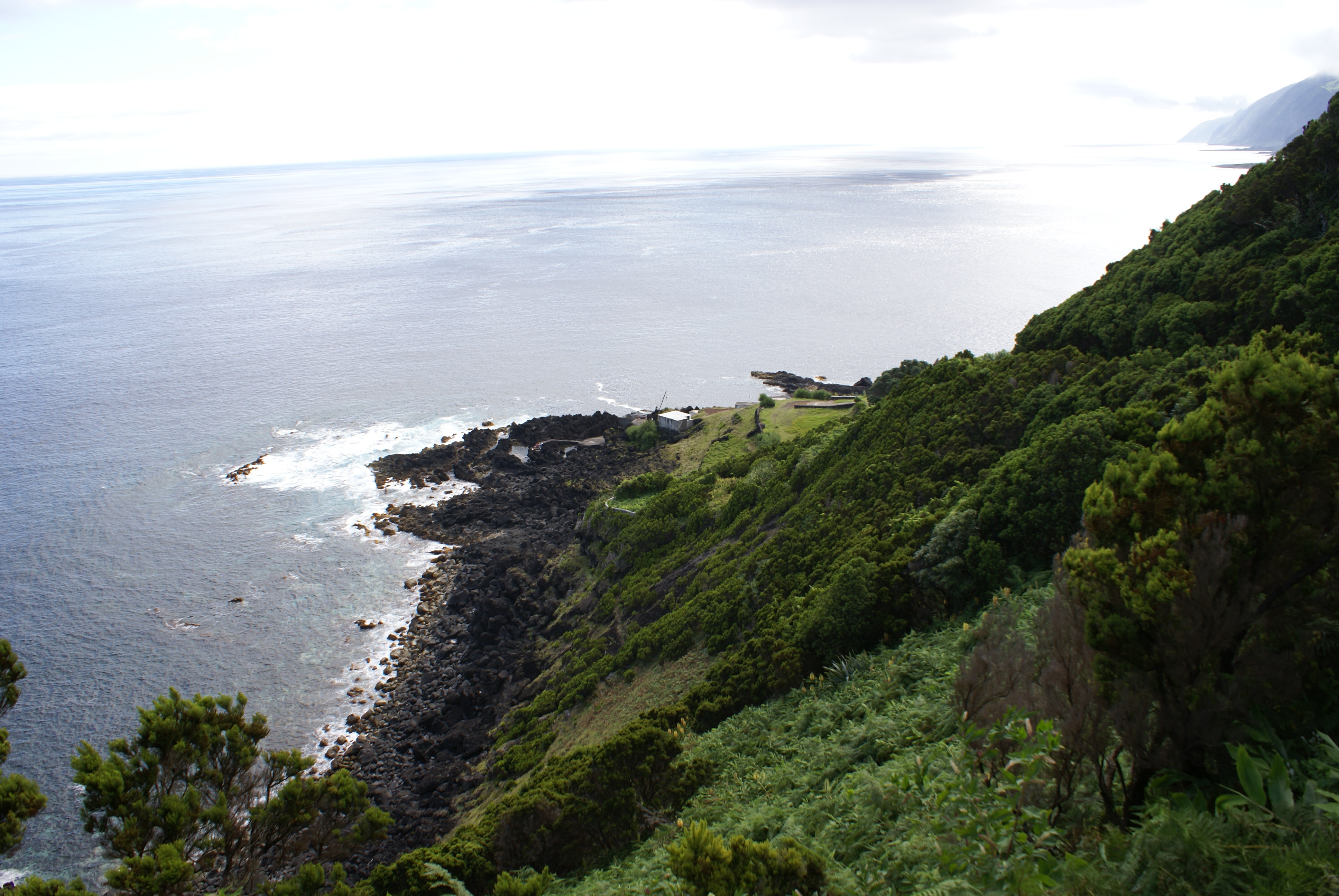
Fajã da Ponta Grossa ou do Mero, Norte Pequeno.

A Fajã da Ponta Grossa ou do Mero é uma exótica fajã que se situa entre a Fajã Chã e a Fajã das Funduras logo depois da Fajã da Penedia. Pertence à freguesia do Norte Pequeno, Concelho da Calheta e situa-se como quase todas as fajãs de maiores arribas na costa Norte da ilha de São Jorge.
Metade do caminho para esta fajã é de terra batida, com arranjos recente (2007) o que o transformou num bom acesso, o restante caminho é feito por um atalho que desce da freguesia do Norte Pequeno até à fajã, ou então pelos caminhos da fajã da Penedia.
O caminho pela Fajã da Penedia atravessa uma paisagem natural muito rica em Espécies típicas da Macaronésia e com vistas sublimes que se vislumbram por entre canaviais e árvores de grande porte.
As pessoas do Norte Pequeno deslocam-se à fajã para o cultivo de pequenas hortas.
Tem poucas casas de pé cujos proprietário se deslocam habitualmente à fajã. Tem ainda um palheiro e uma ruína de uma casa antiga.
E uma fajã com muita e boa água. Tem duas ribeiras que correm de forma permanentes e a nascente das Sete Fontes que corre todo o ano e cujo aproveitamento foi feito pela Câmara Municipal, com captação e elevação destas águas para reforço do abastecimento às freguesias do Norte Pequeno, Calheta e Ribeira Seca.
A inauguração desta obra pelo Dr. João Bosco Soares da Mota Amaral, antigo Presidente do Governo Regional dos Açores, teve lugar no dia 17 de Julho de 1991.
As aves que por aqui são mais frequentemente vistas são a gaivota e o cagarro.
Aqui pesca-se muito e bom peixe a partir das pedras do calhau (pesca de rolo) com canas ou carretos.
As culturas agrícolas mais frequentes são a fava, a vinha, a batata e a abóbora. O inhame abunda nas margens das ribeiras e dá mesmo sem ser necessário grande cultivo.
Esta é uma fajã peculiar pelo facto de não se encontra ao nível do mar, mas sim por cima de uma rocha bastante alta. Situada por cima da Fajã Chã, na costa Norte da ilha, pertence ao Concelho da Calheta (Açores).
O povoador João Válido estabeleceu-se, segundo as histórias populares nestas fajãs perto de uma fonte onde cresciam muitos Coentros.